# ایسیق‌آتا
ایسیق‌آتا (به قرقیزی: Ысык-Ата، ىسىق اتا) یک رود در قرقیزستان است که در استان چوی واقع شده‌است.